# Photopectoralis hataii
Photopectoralis hataii är en fiskart som först beskrevs av Abe och Haneda 1972.  Photopectoralis hataii ingår i släktet Photopectoralis och familjen Leiognathidae. Inga underarter finns listade i Catalogue of Life.